# Syzygium owariense
Syzygium owariense är en myrtenväxtart som först beskrevs av Ambroise Marie François Joseph Palisot de Beauvois, och fick sitt nu gällande namn av George Bentham. Syzygium owariense ingår i släktet Syzygium och familjen myrtenväxter. Inga underarter finns listade i Catalogue of Life.